# Pterocarya ×rehderiana
Hybride
Parent A de l'hybridation 
  Pterocarya fraxinifolia 
×

Parent  B de l'hybridation 
  Pterocarya stenoptera 
Classification phylogénétique
Pterocarya ×rehderiana est une espèce hybride d'arbres de la famille des Juglandaceae.
Il est issu du croisement de Pterocarya fraxinifolia et Pterocarya stenoptera.

## Caractéristiques
C'est un arbre à port étalé très vigoureux et drageonnant. Son houppier est moins dense et plus clair que celui de Pterocarya fraxinifolia, lui donnant un aspect intermédiaire mais un peu plus proche de Pterocarya stenoptera.
Les feuilles sont pennées, plus petites que celles Pterocarya fraxinifolia, composées de folioles moins nombreux , oblongues et ovales, de couleur vert lustré. Elles présentent une nervure médiane (le rachis) légèrement ailée, héritée de son parent Pterocarya stenoptera, mais ce caractère est bien moins prononcé que chez ce dernier et nécessite une observation attentive : il n'y a que deux fins bourrelets le long du rachis.
Les fruits, verts, ailés et groupés en épis pendants, moins longs que ceux du Pterocarya fraxinifolia, apparaissent en été.
Taille : 25 m de haut pour 20 m de diamètre.